# سد ارس

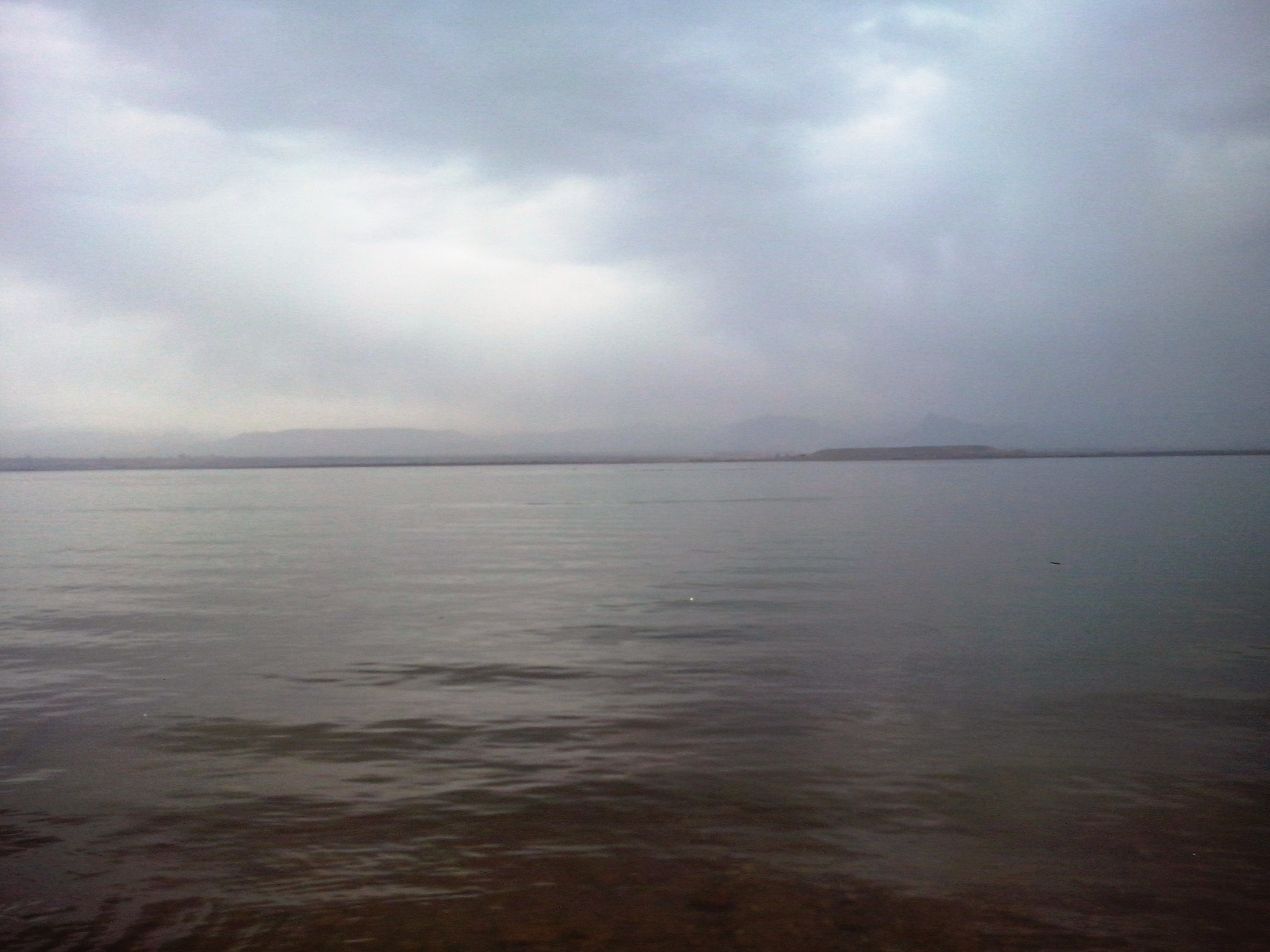
دریاچه پشت سد ارس.

سد ارس، در ۳۵کیلومتری شهر پلدشت (آذربایجان غربی) بر روی رودخانه ارس در مرز ایران و جمهوری آذربایجان قرار دارد.
ساخت و بهره‌برداری از این سد به صورت مشترک توسط شاهنشاهی پهلوی ایران ، محمد رضا شاه پهلوی و اتحادجماهیر شوروی انجام شده‌است.
هدف از احداث این سد مخزنی، تأمین آب کشاورزی و تولید برق است. آب قابل تنظیم سالانه ۶۵۰ میلیون متر مکعب و تولید انرژی برق سالیانه معادل ۱۷۲۰۰۰ گیگاوات ساعت (سهم هر طرف ۸۶۰۰۰ گیگاوات ساعت) می‌باشد.
دریاچه سد ارس دارای انواع زیادی از ماهیان آب شیرین می‌باشد و از نظر توریستی و ماهیگیری جایگاه خوبی دارد.